# Panamerikanische Spiele 2023/Turnen
Bei den Panamerikanischen Spielen 2023 in der chilenischen Hauptstadt Santiago de Chile fanden vom 21. bis 25. Oktober 2023 im Gerätturnen 14 Wettbewerbe statt, davon acht bei den Männern und sechs bei den Frauen. Austragungsort war das Training Center for Collective Sport.

## Bilanz

### Medaillenspiegel
| Platz  | Land                    | Gold | Silber | Bronze | Gesamt |
| ------ | ----------------------- | ---- | ------ | ------ | ------ |
| 1      | Vereinigte Staaten      | 7    | 3      | 2      | 12     |
| 2      | Brasilien               | 3    | 9      | 2      | 14     |
| 3      | Kanada                  | 3    | 2      | 5      | 10     |
| 4      | Dominikanische Republik | 1    | —      | —      | 1      |
| 5      | Argentinien             | —    | 1      | —      | 1      |
| 6      | Mexiko                  | —    | —      | 2      | 2      |
| 7      | Kolumbien               | —    | —      | 1      | 1      |
| 7      | Puerto Rico             | —    | —      | 1      | 1      |
| Gesamt | Gesamt                  | 14   | 15     | 13     | 42     |

### Medaillengewinner
Männer
| Disziplin            | Gold                                                                                              | Silber                                                                       | Bronze                                                                               |
| -------------------- | ------------------------------------------------------------------------------------------------- | ---------------------------------------------------------------------------- | ------------------------------------------------------------------------------------ |
| Barren               | Curran Phillips                                                                                   | Colt Walker                                                                  | Isaac Núñez                                                                          |
| Boden                | Félix Dolci                                                                                       | Arthur Mariano                                                               | Juan Larrahondo                                                                      |
| Pauschenpferd        | Zachary Clay                                                                                      | Jayson Rampersad                                                             | Nelson Guilbe                                                                        |
| Reck                 | Arthur Mariano                                                                                    | Bernardo Miranda                                                             | René Cournoyer                                                                       |
| Ringe                | Donnell Whittenburg                                                                               | Daniel Villafañe                                                             | Félix Dolci                                                                          |
| Sprung               | Audrys Nin Reyes                                                                                  | Arthur Mariano                                                               | Félix Dolci                                                                          |
| Einzelmehrkampf      | Félix Dolci                                                                                       | Diogo Soares                                                                 | Donnell Whittenburg                                                                  |
| Mannschaftsmehrkampf | Vereinigte StaatenCameron Bock Stephen Nedoroscik Curran Phillips Colt Walker Donnell Whittenburg | KanadaZachary Clay René Cournoyer Félix Dolci William Émard Jayson Rampersad | BrasilienYuri Guimarães Arthur Mariano Bernardo Miranda Patrick Sampaio Diogo Soares |

Frauen
| Disziplin            | Gold                                                                                       | Silber                                                                          | Bronze                                                                       |
| -------------------- | ------------------------------------------------------------------------------------------ | ------------------------------------------------------------------------------- | ---------------------------------------------------------------------------- |
| Boden                | Kaliya Lincoln                                                                             | Kayla DiCello Flávia Saraiva                                                    | —                                                                            |
| Schwebebalken        | Rebeca Andrade                                                                             | Flávia Saraiva                                                                  | Ava Stewart                                                                  |
| Sprung               | Rebeca Andrade                                                                             | Jordan Chiles                                                                   | Natalia Escalera                                                             |
| Stufenbarren         | Zoe Miller                                                                                 | Rebeca Andrade                                                                  | Flávia Saraiva                                                               |
| Einzelmehrkampf      | Kayla DiCello                                                                              | Flávia Saraiva                                                                  | Jordan Chiles                                                                |
| Mannschaftsmehrkampf | Vereinigte StaatenJordan Chiles Kayla DiCello Kaliya Lincoln Zoe Miller Tiana Sumanasekera | BrasilienRebeca Andrade Jade Barbosa Carolyne Pedro Flávia Saraiva Júlia Soares | KanadaCassie Lee Frédérique Sgarbossa Ava Stewart Aurélie Tran Sydney Turner |